# Психиатрична болница
Психиатрична болница е лечебно заведение, в което се извършва лечение на психични разстройства. По-остарялото название е заведение за душевно болни. Понякога за кратко, макар и неправилно, психиатричната болница се нарича психиатрия. В разговорния език се използва думата лудница.
Повечето болни постъпват в психиатричните болници доброволно, но в отделни случаи се налагат принудителни мерки, ако болният представлява опасност за самия себе си или околните.
Психиатричните болници възникват на базата на съществуващите преди тях приюти за лунатици и във връзка с развитието на психиатрията. Счита се, че първата психиатрична болница се появява или в близост до Елбльонг през 1326 година или във Валенсия през 1420 година. Съществува и мнение, че първите такива заведения се появяват още през 705 година в Багдад. Знае се, че такива болници са съществували и в Константинопол.. През XV век в Англия се създава типа заведение за душевно болни с масивни сгради с изглед на затвор, високи стени, мрачен вид и големи врати с тежки катинари. Често душевно болните са приковавани към стената и са държани в помещения без почти никаква слънчева светлина. Подобно е положението и във Франция по това време.
Едва през XVIII век развитието на науката налага някои болнични реформи - прекратяване на подобния на затвор режим, премахване на оковите, излагане на свеж въздух и светлина, възможност за общуване, усмирителна риза, изолатор и непрекъснати грижи и наблюдение.